# Université de Regina
 (février 2024).
Si vous disposez d'ouvrages ou d'articles de référence ou si vous connaissez des sites web de qualité traitant du thème abordé ici, merci de compléter l'article en donnant les références utiles à sa vérifiabilité et en les liant à la section « Notes et références ».
L'Université de Regina (en anglais : University of Regina) est située à Regina, en Saskatchewan (Canada). En 2010, elle est fréquentée par 12 500 étudiants à temps plein ou à temps partiel.

## Histoire
En réponse directe à la nomination de Saskatoon plutôt que Regina pour accueillir l'Université de la Saskatchewan, l'Église méthodiste du Canada a fondé l'Université de Regina en 1911 sur la College Avenue, avec 27 étudiants. Elle était voisine de l'école diocésaine de St Chad's Qu'Appelle, aussi sur la College Avenue.
En 1934, l'Église unie du Canada, successeur de l’Église méthodiste, était financièrement aux abois à cause de la Grande Dépression. De plus, les recommandations pressantes de Egerton Ryerson qui prônent l'éducation publique libre et universelle ont rendu son statut très proche des infrastructures privées anormal. Par conséquent, elle se greffe à l'Université de la Saskatchewan, formant le campus de Regina de l'Université de la Saskatchewan, mais garde sa devise méthodiste « as one who serves ».
Avec le transfert de la direction à l'Université de la Saskatchewan, la gamme des cours offerts a été légèrement élargie. L’évolution s’est accélérée en 1961, date à laquelle on a accordé au campus le droit de plein-degré.
Les programmes d’arts et des sciences ont évolué avec la croissance du campus de Regina, qui a tenu sa première convocation en 1965. La construction du nouveau campus a débuté en 1966, au sud-ouest de l’ancien dont les bâtiments, cependant, restent en service : l’ancienne résidence pour filles est maintenant employée par le Regina Conservatory of Music; l'école normale est maintenant la Canada-Saskatchewan Soundstage. La conception originale du campus de Regina (en date du Wascana Centre lui-même) et de ses bâtiments initiaux, dans un style moderniste rigide, a été confiée à Minoru Yamasaki, l'architecte du World Trade Center.
Comme d'autres universités vers la fin des années 1960, le campus de Regina de l'Université de la Saskatchewan bénéficia d'une sortie significative des universitaires des universités américaines pendant la participation des États-Unis à la guerre du Viêt Nam, à un moment où la formation de Doctors of Philosophy ne pouvait pas encore répondre à la demande au Canada. Il a été marqué par un commissaire de la Gendarmerie royale du Canada en tant qu'un des trois campus les plus radicaux au Canada, avec la Burnaby's Simon Fraser University et la Sir George Williams University (faisant maintenant partie de l'Université Concordia).

## La Cité universitaire francophone
En septembre 2022, La Cité universitaire francophone devient officiellement une faculté de l’Université de Regina. Cette dénomination devrait permettre d’élargir la gamme de programmes académiques offerts en français. Cela faisait plus de 70 ans que la communauté fransaskoise négociait pour obtenir une faculté française.

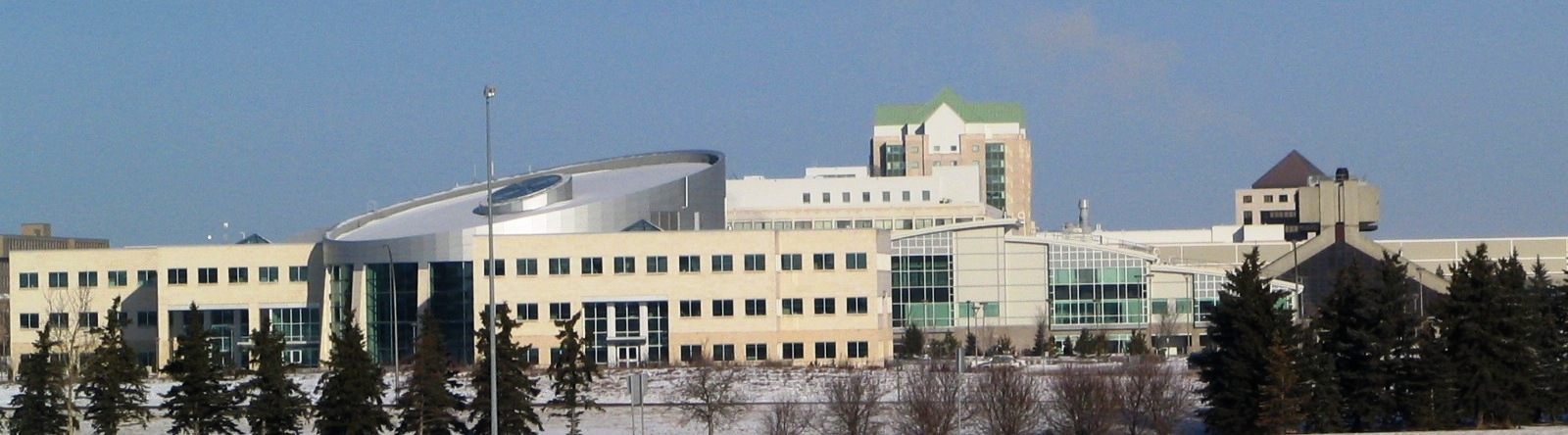
Le nouveau campus de l'université de Regina.

## Relations internationales
L'université est membre de l’Université de l'Arctique. UArctic est un réseau international d’universités, d’instituts de recherche et d’organisations ayant pour but de promouvoir, coordonner et soutenir la recherche ainsi que l’éducation en régions arctiques.

## Personnalités liées à l'université
- Elisa Loncón (1963-), universitaire mapuche, linguiste, militante pour les peuples indigènes, et femme politique.